# Simarist
Simarist (en llatí Simaristus, en grec antic Σιμάριστος) fou un gramàtic i lexicògraf grec.
És esmentat diverses vegades per Ateneu de Naucratis i no se sap si va escriure algunes obres o quantes foren en tot cas, però Ateneu el menciona citant com a referència l'obra titulada en llengua grega Ὁμώνυμα ("Homonimia").